# Challenger de Poznań 2022
El torneo Poznań Open 2022 fue un torneo de tenis perteneció al ATP Challenger Tour 2022 en la categoría Challenger 90. Se trató de la 18.ª edición, el torneo tuvo lugar en la ciudad de Poznań (Polonia), desde el 30 de mayo hasta el 5 de junio de 2022 sobre pista dura bajo techo de tierra batida al aire libre.

## Jugadores participantes del cuadro de individuales
| Favorito | País                    | Jugador              | Rank1 | Posición en el torneo |
| -------- | ----------------------- | -------------------- | ----- | --------------------- |
| 1        | Bandera de Francia      | Arthur Rinderknech   | 68    | CAMPEÓN               |
| 2        | Bandera de Suiza        | Henri Laaksonen      | 96    | Segunda ronda         |
| 3        | Bandera de Colombia     | Daniel Elahi Galán   | 107   | Segunda ronda         |
| 4        | Bandera de China Taipéi | Chun-hsin Tseng      | 109   | Cuartos de final      |
| 5        | Bandera de Chile        | Tomás Barrios        | 138   | FINAL                 |
| 6        | Bandera de Francia      | Manuel Guinard       | 146   | Primera ronda, retiro |
| 7        | Bandera de Francia      | Hugo Grenier         | 151   | Segunda ronda         |
| 8        | Bandera de Argentina    | Camilo Ugo Carabelli | 155   | Segunda ronda, retiro |

- 1 Se ha tomado en cuenta el ranking del 23 de mayo de 2022.

### Otros participantes
Los siguientes jugadores recibieron una invitación (wild card), por lo tanto ingresan directamente al cuadro principal (WC):
- Leo Borg
- Jerzy Janowicz
- Aldin Šetkić

Los siguientes jugadores ingresan al cuadro principal tras disputar el cuadro clasificatorio (Q):
- Daniel Dutra da Silva
- Elmar Ejupović
- Maks Kaśnikowski
- Georgii Kravchenko
- Oleksii Krutykh
- Daniel Michalski

## Campeones

### Individual Masculino
- Arthur Rinderknech  derrotó en la final a  Tomás Barrios, 6–3, 7–6(2)

### Dobles Masculino
- Hunter Reese /  Szymon Walków derrotaron en la final a  Marek Gengel /  Adam Pavlásek, 1–6, 6–3, [10–6]